# Федорці (хутір)
Федо́рці — хутір в Україні, адміністративно входить у склад села Далява Меденицької селищної громади Дрогобицького району Львівської області.

## Історія
Перша писемна згадка про поселення припадає на 1855 р. — Fedorcy. Назва зафіксована на австрійській карті Галичини та Лодомерії.
У 1773 р. в Галичині, після її приєднання до імперії Габсбургів, здійснили адміністративну реорганізацію краю. До 1918 р. поселення знаходилось у тодішньому Дрогобицькому дистрикті Самбірського крайсу (округу) Королівства Галичини та Володимирії Австрійської монархії, а з 1805 р. - Австро-Угорщини.
У період ЗУНР поселення входило у склад Дрогобицького повіту Самбірської військової округи Львівської військової області.
У 1920 р, з приходом Польщі, хутір увійшов до Дрогобицького повіту Львівського воєводства.
1 серпня 1934 р. у Дрогобицькому повіті було створено ґміну Рихтичі з центром в с. Рихтичі. До неї увійшли сільські громади: Далява, Липовець, Михайлевичі, Рихтичі, Солонське, Старе Село, Вацевичі.
На карті Дрогобицької області УРСР за станом на 1940 р., назву поселення не позначено. Проте, місцевість управлялась Михайлевицькою сільською радою Дрогобицького району Дрогобицької області.
У період нацистської окупації під час Другої світової війни, зі серпня 1941 року село увійшло до волості (нім. Landgemeinde) Рихтичі окружного староства Дрогобич (нім. Kreishauptmannschaft Drohobycz) дистрикту Галичина Генерал-губернаторства для окупованих польських земель.
Дистрикт Галичина припинив своє існування наприкінці липня 1944 року, коли внаслідок Львівсько-Сандомирської операції, був ліквідований, а німецька окупація змінилася на радянську. 6 серпня 1944 року до адміністративного центру округи вступили радянські війська.
У 1946 р. поселення належало до Михайлевицької сільської ради Дрогобицького району Дрогобицької області.
Станом на 1967 р. хутір вже був об'єднаний із селом Далява та належав до Солонської сільської ради Дрогобицького району Львівської області.. Ймовірно, це сталось у період між 1959 та 1962 роками.
Після чергової адміністративно-територіальної реформи, у 2020 р., - хутір у складі села Далява увійшов до Солонського старостинського округу Меденицької громади Дрогобицького району Львівської області.

## Назва
За версією науковиці Віри Котович, у назві поселення відображено родинну назву Федірці «родина Федірця», що є похідною від власної особової назви Федорець. Антропонім Федорець — похідне суфіксальне утворення від християнського власного імені Федір.

## Географія
Хутір знаходиться за 2,3 км на північ від центру села Далява та за 300 м на схід від дороги Пісочна-Східниця. З півдня обмежений лісом Марущина.
На хуторі є один урбанонім — вулиця Федорці.
Сусідні населені пункти: